# Спиноцеребеллярная атаксия
Спиноцеребеллярная атаксия (англ. spinocerebellar ataxia, SCA) — прогрессирующее нейродегенеративное наследственное заболевание различных типов, каждый из которых рассматривается как отдельная болезнь. На сегодняшний день известно более 20 типов этого заболевания.
Спиноцеребеллярная атаксия — чрезвычайно гетерогенная группа нейродегенеративных заболеваний, отличающихся выраженном меж- и внутрисемейным полиморфизмом, существованием большого числа атипичных форм. До внедрения молекулярных методов исследования в практику единой общепринятой классификации данных заболеваний не существовало и четкое подразделение доминантных спиноцеребеллярных атаксий на отдельные формы стало возможным благодаря использованию методов ДНК-диагностики и выявлению конкретных мутаций у обследуемых больных (Иллариошкин С. Н. и др., 1999; Rosenberg R., 1995; Stcvanin G. et al., 2000).
Общей клинической характеристикой аутосомно-доминантных спиноцеребеллярных атаксий является прогрессирующее расстройство координации движений, манифестирующее в молодом или зрелом возрасте, нередко в сочетании с рядом других неврологических проявлений — пирамидными симптомами и экстрапирамидными симптомами, офтальмоплегией, амиотрофиями, полиневропатией, деменцией, дегенерацией сетчатки, атрофией зрительных нервов (Иванова-Смоленская И. А. и др., 1998 ; Rosenberg R., 1995).
При доминантных спиномозжечковых атаксиях обычно выявляется дегенерация коры полушарий и дегенерация червя мозжечка и демиелинизация белого вещества мозжечка, дегенерция нижних олив, ядер и поперечных волокон моста мозга.
При большинстве форм доминантных атаксий, для которых идентифицированы молекулярные дефекты, в ядрах (реже в цитоплазме) дегенерирующих нейронов выявляются убиквитинированные полиглутамин-содержащие белковые агрегаты (Paulson H., 1999).
Наиболее частой формой спиномозжечковых атаксий является спиномозжечковая атаксия типа 1 (SCA1).

## Патологические изменения
Прежде всего происходит гибель клеток межпозвоночных узлов и вторичная дегенерация задних столбов и спиномозжечковых путей спинного мозга и периферических нервов. В большинстве случаев дегенерация охватывает также кортико-спинальные тракты. Степень поражения мозжечка различна. Помимо перечисленных нейропатологических изменений, у некоторых пациентов развивается типичная форма дегенерации миокарда, приводящая к гибели волокон и фиброзу. Поражений других внутренних органов не обнаружено.
Неврологические симптомы прогрессируют медленно, с продолжительностью заболевания до 20 лет, хотя возможно более быстрое течение болезни. Иногда наблюдаются периоды стабилизации состояния. Сопутствующие инфекции ухудшают течение заболевания и способствуют появлению новых симптомов. Больной с далеко зашедшей болезнью прикован к постели, страдает дисфагией и другими бульбарными симптомами. Смерть наступает от истощения или, чаще, от миокардита с тяжелой сердечной недостаточностью. При хорошем уходе пациенты могут доживать до 40-50 лет.
Ая Кито (яп. 木藤 亜也, 19 июля 1962 — 23 мая 1988, Япония) — японская девушка, которая, заболев в возрасте 15 лет, вела свой личный дневник, озаглавленный как 1 литр слёз (яп. 1リットルの涙), и описывала в нём свой опыт заболевания болезнью под названием спиноцеребеллярная атаксия. Ая Кито умерла в возрасте 25 лет, после 10 лет борьбы с неизлечимой болезнью, причинявшей ей как физическую, так и эмоциональную боль, усиливавшую общий стресс и для её семьи. 25 февраля 1986 года, за два года до её смерти, её дневник был растиражирован в Японии, а позже и в других странах. Были отсняты японский фильм Один литр слёз (2004) и дорама-сериал Литр слёз, основанные на её дневнике. Она завещала своё тело после смерти для исследований этой болезни. Благодаря Ае болезнь стала более изучена.

## Причины и симптомы
Спиноцеребеллярная атаксия относится к группе генетических нарушений, характеризующихся медленно прогрессирующим нарушением координации ходьбы, а также расстройством координации действий рук, речи и движений глаз. Часто при заболевании этой болезнью происходит атрофия мозжечка (болезнь Пьера Мари): различные типы атаксии поражают разные регионы мозжечка, иногда страдают также базальные ядра, ствол мозга, спинной мозг, зрительные нервы, сетчатка и спиномозговые нервы. Первыми симптомами заболевания бывает незаметно появляющаяся неловкость, неустойчивость при быстрой ходьбе, беге. Через несколько лет у больного развивается развернутый атактический синдром, отмечается неловкость и нарушение координации в руках, интеционный тремор конечностей, адиадохокинез (неритмичность, замедленность движений), скандированная речь, характерным образом нарушается почерк (макрография, неровность строк).

## Лечение
Талтирелин в качестве аналога тиролиберина. Применяют препарат пиладокс, холина хлорид в сочетании с другими лекарственными средствами. Целесообразно применение витаминов группы В, витамина Е, эссенциале, ноотропных препаратов (пирацетам). При поражении периферических нервов и мышц используют фосфаден (аденил), рибоксин, ретаболил. Эти препараты способствуют улучшению обмена веществ, что также является необходимым при лечении данной болезни. При наличии спазмов мышц хороший эффект оказывает баклофен или сирдалуд. Кроме того, назначают массаж, лечебную физкультуру, электростимуляцию мышц. При возникновении непроизвольных движений назначают клоназепам, циклодол (акинетон), тиаприд, галоперидол.
Лечение включает проведение мероприятий, направленных на двигательную и социальную реабилитацию пациентов, их адаптацию к имеющемуся дефекту в течение жизни. Рекомендуются постоянные занятия лечебной физкультурой с тренировкой ходьбы, тонкой координации движений, трудотерапия, занятия с логопедом, баланс-тренинг на стабилометрической платформе (больной тренируется удерживать равновесие, ориентируясь на зрительный образ на экране). Симптоматическое лечение при конкретных формах врожденных атаксий может включать назначение миорелаксантов (эти препараты дают с большой осторожностью из-за возможности усиления выраженности атаксии), противосудорожных препаратов, ноотропов.
На сегодняшнем уровне развития медицины метод лечения, приводящий к полному выздоровлению больного спиноцеребеллярной атаксией, не найден.
Непосредственными причинами смерти могут быть сердечная и легочная недостаточность, инфекционные осложнения.